# Shanxi-Museum
Das Shanxi-Museum (chinesisch 山西博物院, Pinyin Shānxī Bówùyuàn) ist das größte Museum und kulturelle Bauwerk der Provinz Shanxi. Mit seiner landesweit führenden Infrastruktur wird einer der bedeutendsten Sammlungen der chinesischen Vor- und Frühgeschichte beherbergt und aufbewahrt. Seit März 2008 ist der Eintritt mit gültigem Ausweis kostenlos.

## Werdegang
Am 9. Oktober 1919 wurde die Erziehungsbibliothek und -museum Shanxi (chinesisch 山西教育图书博物馆, Pinyin Shānxī Jiàoyù Túshū Bówùguăn) eröffnet und gehörte zu den frühsten Museen Chinas. Im Jahr 1925 wird das Komplex als Öffentliche Bibliothek umgestaltet und 1933 weiterhin als provinzielle Erziehungsanstalt. Das ehemalige Museum wird als eine Unterteilung geordnet und leitet inzwischen eine Reihe von archäologischen Maßnahmen mit Zusammenarbeit von Freer Galerie. Kurz nach der japanischen umfassenden Invasion werden die Institution sowie die Sammlungen schwer zerstört und teils nach Japan gezogen. 
Im September 1953 werden das verbleibende Museum und die Kulturerber-Halle Taiyuan vereinbart und als Provinzmuseum Shanxi (chinesisch 山西省博物馆, Pinyin Shānxīshĕng Bówùguăn) erneut genannt. Nach Fertigstellung des Neubaus wurde es zum heutigen Namen umbenannt geworden. 

## Sammlung und Ausstellung
Das Museum beherbergt rund 400.000 Kulturgegenstände, gut 160.000 moderne und 110.000 alte Bücher. Die Dauerausstellung ist in 2 große Bereiche gegliedert. Der eine ist kulturgeschichtlich, und der andere ist kunsthistorisch. Zu den Höhepunkten zählen unter anderem die reich dekorierte Bronzegefäße der nördlichen angehörigen Staaten aus der Shang-Dynastie, Bündnisinschriften aus Houma, zahlreiche Münzen des Staates Jin, Steinbildhauer aus Nannieshui, Kultbilder aus Baoning-Tempel.

### Kulturgeschichtliche Abteilung
- Wiege der Zivilisation (Vorgeschichte)
- Hinterlassen von Xia- und Shang-Dynastien
- Hegemonie des Staats Jin
- Erschaffung der Völker
- Hinterlasse des Buddhismus
- Heimat der chinesischen Opern

### Kunsthistorische Abteilung
- Architektur
- Gemälde und Kalligrafie
- Keramik
- Jade
- Währung